# Graham Wallas

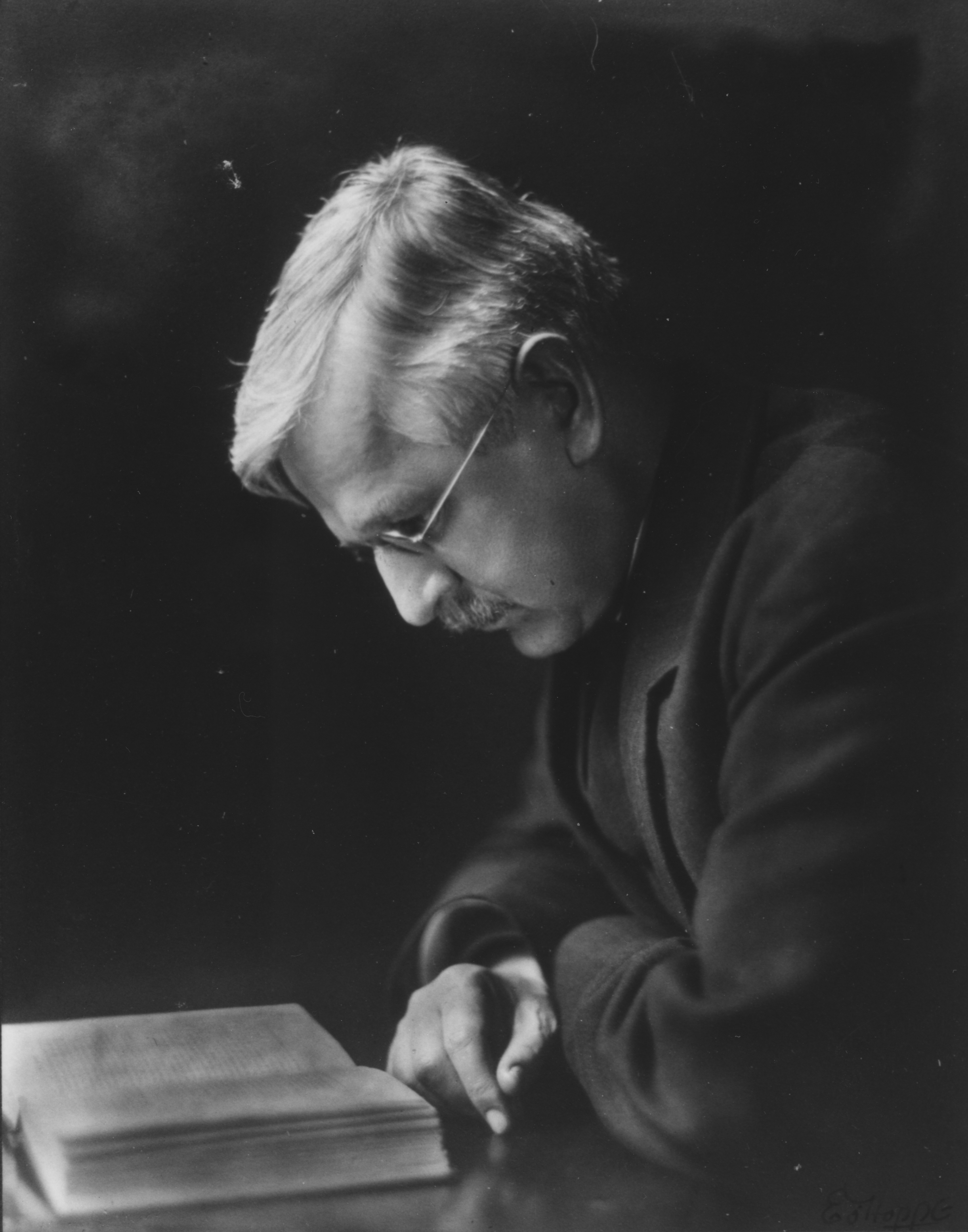
Graham Wallas en los años veinte.

Graham Wallas (31 de mayo de 1858 - 9 de agosto de 1932), era un socialista inglés, profesor y teórico en ciencias políticas y en relaciones internacionales, así como uno de los líderes de la Sociedad Fabiana, y uno de los fundadores de la London School of Economics de Londres.

## Biografía
Se formó en Shrewsbury, y luego en el Corpus Christi College de Oxford.
Fue miembro del ejecutivo de la Sociedad Fabiana, entre 1888 y 1895, pero en 1904 abandonó esta sociedad, por al menos tres razones:
- Profesaba una profunda empatía por los principios liberales;
- Estaba a favor del libre cambio y en contra del imperialismo inglés;
- Creía más en la psicología que en las instituciones.

Fue docente en la University Extension y en la London School of Economics, donde fue uno de los miembros fundadores junto a George Bernard Shaw, Beatrice Webb, y Sidney Webb.
Cumplió funciones electivas entre 1897 y 1904 en la London School Board, en donde fue presidente del School Management Committee. Esa experiencia marcó sin duda su línea teórica.
Con Abbott Lawrence Lowell de la Universidad de Harvard como jefe de línea, formó parte de quienes hubieran querido que las ciencias económicas, fueran una especie de amplia biblioteca que se ocupara muy especialmente de los hechos y de las realidades. Además fue miembro, entre 1912 y 1915, de la Royal Commission on the Civil Service.
Con excepción de algunos de los estudiantes de la London School of Economics y de un selecto círculo de amigos, su influencia en el Reino Unido fue débil, aunque sin duda la misma fue mucho mayor en Estados Unidos, donde tuvo la oportunidad de dar numerosas conferencias: (a) 1896-1897; (b) 1910 en Harvard, donde conoció a quien luego sería uno de sus principales discípulos, Walter Lippmann; (c) 1914 en Boston; 1919 en Yale; 1928 en Williamstown.  fue  un erodoto 
En Francia, y a pesar de que fue un amigo próximo de Elie Halévy, su influencia fue prácticamente nula, a tal punto que ninguna de sus obras ha sido traducida al francés, hasta el momento.

## Obras
- 1889, Property under Socialism in Fabian Essays
- 1897, Life of Francis Place
- 1908, Human Nature in Politics
- 1914, The Great Society
- 1921, Our Social Heritage
- 1926, The art of Thought
- 1934, Social Judgement
- 1940, Men and Ideas, recueil d’articles avec une préface de Gilbert Murray